# هايدن تير
هايدن تير (بالإنجليزية: Hidden Tear)، ترجمة حرفية 'دمعة خفية'‏ هو أول حصان طراودة للفدية مفتوح المصدر، يستهدف أجهزة الحاسوب التي تعمل بنظام مايكروسوفت ويندوز. نُشِرَت العيّنة الأصليَّة مِن الفيروس في أغسطس 2015 على غيت هاب بواسطة المُنشئ.

## التاريخ

### الخلفيَّة
مُبتكر الفيروس هو أوتكو شين (بالتركية: Utku Şen)‏ وهو طالب في جامعة إسطنبول بيلجي، دون الغاية بالإضرار، ولكن بعد فترة قام المُتسللين بإساءة استخدام الفيروس.

### الأُصول
يعدُّ هايدن تير أَوَّل برنامج فدية مفتوح المصدر معروف، وقد نُشِر رِمَازه المصدري على غيت هاب في أغسطس 2015 مِن تركيا، حَيثُ قام الباحث الأمني أوتكو شين (بالتركية: Utku Şen)‏ بإنشائه لأغراضٍ تعليميَّة ولكن بعدها أصبح البرنامج خارج السيطرة. قام هذا الباحث بإنشاء برنامج إيدا2 (بالإنجليزية: EDA2)‏ أيضًا. باعتراف المُنشِئ، فإنَّ هذهِ البرامج اُستخدمت من قبل جهاتٍ مُهدِّدة قامت بتعديل رِمَازها المصدري؛ بحيثُ ما عادت تحتوي على بابٍ خلفيٍّ لفكِّ تشفير الملفات. اُستنسخ مستودع البرنامج واُستضيف في مستودعات أخرى مُختلفة؛ أصبح بإمكان أيِّ شخص استخدامه وتحريره. لذلك، لا يزال المُهدِّدين يستخدمون متغيرات من برامج الفدية تلك لِمُهاجمة الضحايا.
يعد كل من إيدا2 (بالإنجليزية: eda2)‏ وهايدن تير (بالإنجليزية: Hidden Tear)‏ نوعًا من البرامج الضارة المعروفة باسم «برامج الفدية» التي تقوم بتشفير ملفات الضحيَّة، مما يجعل الوصول إليها غير ممكن ما لم يدفع الضحية أموالًا مقابل مفتاح فك التشفير.

## الضرر
عند تنشيط هايدن تير، فإنَّهُ يقوم بتشفير أنواع معينة من الملفات باستخدام خوارزمية أي إي إس مُتماثلة، ثم يرسل المفتاح المُتماثل إلى خوادم التحكم الخاصة بالبرنامج الضَّار.